# ضدمسیح

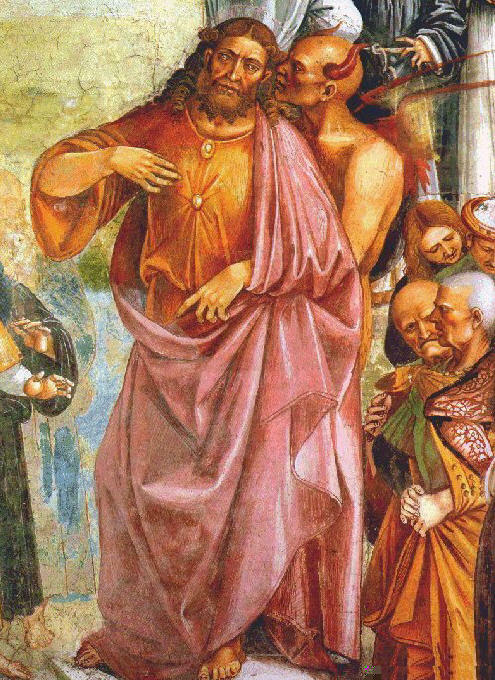
آنتی‌کرایست یا ضدمسیح و شیطان. بخشی جزئی از اثر کامل وقایع ضدمسیح فرسکو به دست لوکا سینیورلی، سال ۱۵۰۱

ضدمسیح (انگلیسی: Antichrist) به طور کلی یک عقیده مسیحی دربارهٔ تفسیر مواد عهد جدید است که عبارت «ضدمسیح» پنج بار در نامه یکم یوحناو نامه دوم یوحنا رخ داد، یک بار به صورت جمع و چهار بار به صورت منفرد.
در برخی از سیستم‌های اعتقادی مسیحی عیسی مسیح در بازگشت دومش به زمین ظاهر خواهد شد تا شخصی (موجودی) به نام ضدمسیح را نشان دهد، کسی که بزرگترین مسیح دروغین در مسیحیت است. درست همان‌طور که عیسی، ناجی و سرمشق ایده‌آل برای انسانیت است، در آخرالزمان در مقابل او شخصیت تکی و منفرد شیطان مجسم خواهد بود (با توجه به برنارد مک‌گین).
در فرجام‌شناسی اسلامی، دجال (مسیح الدجال) یک شخصیت ضد-مسیح است (شبیه عقیده مسیحی ضدمسیح) کسی که پیش از ظهور دوم «عیسی» * برای فریب انسان ظاهر خواهد شد.
در فرجام‌شناسی یهودی، شخصیت ضدمسیح مشابهی با نام آرمیلوس وجود دارد.
مسیحیان در طول تاریخ افراد متعددی را که از دید ایشان شرور بوده‌اند متهم به ضد مسیح بودن کرده‌اند . بعضی‌ها ضد مسیح را یک انسان  ندانسته بلکه یک مجموعه دانسته‌اند و حتی گفته‌اند که دولت واتیکان ضد مسیح است. بعد از حملات ۱۱ سپتامبر ۲۰۰۱ و خراب شدن برج‌های دوقلو در آمریکا، برخی اسلام را به عنوان ضد مسیح شناختند. در سالهای نه‌چندان دور که آمریکا و شوروی با هم جنگ سیاسی داشتند، بعضی‌ها آمریکا و بعضی‌ها شوروی را ضد مسیح می‌دانستند.

## یادداشت
1. ↑  End time
2. ↑  عیسی در اسلام توسط مسلمانان با حالت عربی آن شناخته می‌شود و نه Jesus